# بيتر مانلي (لاعب دارت)
بيتر مانلي (بالإنجليزية: Peter Manley)‏ هو لاعب دارت بريطاني، ولد في 7 مارس 1962 في Cheam ‏ في المملكة المتحدة.

## وصلات خارجية
- بيتر مانلي على موقع DartsDatabase.co.uk (الإنجليزية)